# Musashimurayama, Tokyo
Musashimurayama (武蔵村山市 (Võ Tàng Thôn Sơn thị) Musashimurayama-shi) là một thành phố thuộc ngoại ô Tokyo, Nhật Bản.

## Lịch sử
Thành phố được thành lập ngày 3 tháng 11 năm 1970.

## Địa lý
Thành phố giáp Higashiyamato, Tokyo về phía đông, thành phố Tokorozawa của tỉnh Saitama về phía bắc. Phía tây giáp Fussa, Tokyo và phía nam giáp Tachikawa, Tokyo.

## Giáo dục
Các trường trung học công lập trong thành phố:
- Trung học Josui  Lưu trữ ngày 29 tháng 11 năm 2009 tại Wayback Machine
- Trung học Mushashimurayama  Lưu trữ ngày 2 tháng 12 năm 2009 tại Wayback Machine